# القائدان (رواية)
القائدان (بالروسية: Два Капитана)‏ هي رواية كتبها الكاتب السوفييتي فينيامين كافيرين [الإنجليزية] بين عامي 1937 و1946. وهي أشهر أعمال كافيرين وتعتبر واحدة من أكثر الأعمال شعبية في الأدب السوفييتي، وقد فازت بجائزة الدولة في اتحاد الجمهوريات الاشتراكية السوفياتية في عام 1946 وأعيد إصدارها 42 مرة خلال 25 عامًا. تحكي الرواية قصة الشاب الروسي ألكسندر غريغورييف، وهو يكبر خلال روسيا القيصرية إلى ثورة أكتوبر إلى الحرب العالمية الثانية. في قلب القصة بحث غريغورييف عن البعثة المفقودة للكابتن إيفان تاتارينوف في القطب الشمالي واكتشاف أرخبيل سيفيرنايا زيمليا.

## تاريخ
كتبت الرواية عام 1937 ثم أعيدت صياغتها على مدى تسع سنوات.

## الاقتباسات
اقتبس من الرواية عملين، في عامي 1955 و1976، وكان الأخير بمثابة مسلسل تلفزيوني قصير. وحولت إلى مسرحية موسيقية بعنوان Nord-Ost [الإنجليزية].

### عام 1955
ملون، المدة 98 دقيقة، من إنتاج لين فيلم.
- إخراج: فلاديمير فينجيروف.[5]
- السيناريو: فينيامين كافيرين، إيفجيني غابريلوفيتش.
- بطولة: ألكسندر ميهايلوف، أولغا زابوتكينا، أناتولي أدوسكين، إيفجيني ليبيديف، تاتيانا بيلتزر، برونو فريندليش، بوريا بيلييف، ليودا بيزوجلايا، بوريا أراكيلوف.

### عام 1976
تلفزيون وراديو الدولة لاتحاد الجمهوريات الاشتراكية السوفياتية، موس فيلم
- تحقيق: يفغيني كاريلوف [الإنجليزية]
- السيناريو: فينيامين كافيرين، فلاديمير سافين، يفغيني كاريلوف
- الملحن: يفغيني بتيشكين
- إخراج: ل. أفيرباخ

الأجزاء:
- الجزء الأول: "الرسائل القديمة"
- الجزء الثاني: "آل تارينوف"
- الجزء الثالث: "والد كاتيا"
- الجزء الرابع: "مذكرات الملاح كليموف"
- الجزء الخامس: "السعي والسعي".
- الجزء السادس: "أن تجد ولا تستسلم"

بطولة:
- الشاب سانيا - سيريوزا كودريافتسيف
- سانيا - بوريس توكاريف
- الشابة كاتيا - لينا لوبكينا
- كاتيا - ايلينا برودنيكوفا
- الشابة ساشا - ايرا كليمينكو
- ساشا - ناتاليا إيجوروفا
- الشاب بيتكا - ساشا بوزانكوف
- بيتكا - أوري كوزمينكوف
- والدة سانيا - زينايدا كيرينكو
- زوج أم سانيا - ميخائيل بوجوفكين
- العمة داشا - ليوبوف سوكولوفا
- الطبيب - فلاديمير زمانسكي
- الشاب روماشوف - اليوشا سينتشيف
- روماشوف - يوري بوجاتيريوف
- نيكولاي أنطونيتش - نيكولاي جريتسينكو
- ماريا فاسيليفنا - إيرينا بيشيرنيكوفا
- نينا كابيتونوفنا - فيرا كوزنيكوفا
- كورابليوف - جورجي كوليكوف
- فالكا جوكوف - أ. فيجدوروف
- فون فيشيميرسكي - ألكسندر فوكاتش